# Killjoys
Killjoys ist eine kanadische Science-Fiction-Fernsehserie, die am 19. Juni 2015 ihre Premiere bei den Sendern Space und Syfy hatte. Im September 2015 wurde die Serie um eine zweite Staffel verlängert, die wie die erste aus zehn Episoden besteht und ab Juli 2016 ausgestrahlt wurde. Am 1. September wurde bekanntgegeben, dass die Serie um eine dritte Staffel verlängert wurde, die seit 30. Juni 2017 ausgestrahlt wird. Anfang September 2017 wurde bekannt gegeben, dass die Serie um eine vierte und eine abschließende fünfte Staffel verlängert wurde. Die Erstausstrahlung der fünften Staffel fand am 19. Juli 2019 statt.

## Inhalt
Die Serie handelt von den drei interplanetaren Kopfgeldjägern Dutch, John Jaqobis und D'avin Jaqobis, als sogenannte Killjoys oder auch Rückführungsagenten bei der anerkannten Organisation RAC (Reclamation Apprehension Coalition) beschäftigt, welche in ihrem Quadranten nach Kriminellen, aber auch vermissten Personen oder Objekten suchen, während in diesem ein multi-planetarer Klassenkampf stattfindet.

### Die galaktische Umgebung
Mit dem Quad ist häufig nicht der aktuelle Quadrant gemeint, sondern die vier folgenden Objekte: der Planet Qresh und seine drei Monde Arkyn, Westerley und Leith. Das Quad ist ein Teil der United Republic, der mehrere Sternensysteme angehören, und die United Republic ist ein Teil des J Star Clusters, der kurz The J genannt wird und dem noch viel mehr Sternensysteme angehören.

### Das grüne Plasma
Von außerhalb des J Star Clusters sickert schon seit längerer Zeit (vermutlich seit mehreren Jahrhunderten) eine biologische Bedrohung durch das parasitäre grüne Plasma ein. Menschen, die vom grünen Plasma befallen sind, werden Hullen genannt. Die Hullen haben zwar große Selbstheilungsfähigkeiten und Körperkräfte (für Parasiten ist es günstig, wenn ihre Wirte lange überleben), werden aber vom grünen Plasma geistig gesteuert (ähnliche Vorgänge gibt es auch in der irdischen Tierwelt). Durch die immer noch menschlich aussehenden Hullen wird aus der biologischen Bedrohung auch noch eine militärische Bedrohung (für Parasiten ist es günstig, wenn ihre Wirte für ihre weitere Ausbreitung sorgen). Innerhalb des grünen Plasmas existiert eine feindselige Intelligenz, die die Lady genannt wird. Khlyen, der Vater von Dutch und Aneela, entdeckte das grüne Plasma vor längerer Zeit, und setzte es anfangs als Superdünger ein. Die Scarbacks sind Mönche, die sich oftmals selbst verletzen, um zu zeigen, dass ihr Blut kein grünes Plasma enthält (diese Verhaltensweise gibt es schon so lange, dass ihre biologische Begründung von den meisten Menschen vergessen wurde).

### Episodenguide
Episodenliste

## Besetzung

### Hauptdarsteller
| Rollenname                                | Schauspieler      | Staffel | Deutscher Synchronsprecher |
| ----------------------------------------- | ----------------- | ------- | -------------------------- |
| Yalena "Dutch" Yardeen und Aneela Kin Rit | Hannah John-Kamen | 1 – 5   | Marieke Oeffinger          |
| John Jaqobis                              | Aaron Ashmore     | 1 – 5   | Dominik Auer               |
| D'avin Jaqobis                            | Luke Macfarlane   | 1 – 5   | Tommy Morgenstern          |

### Nebendarsteller
| Rollenname                            | Schauspieler        | Staffel  | Deutscher Synchronsprecher |
| ------------------------------------- | ------------------- | -------- | -------------------------- |
| Lucy, die Stimme des Schiffscomputers | Tamsen McDonough    | 1 – 5    | Dana Friedrich             |
| Alvis Akari                           | Morgan Kelly        | 1 – 3    | Jaron Löwenberg            |
| Prima "Pree" Dezz                     | Thom Allison        | 1 – 5    | Henning Nöhren             |
| Khlyen Kin Rit                        | Rob Stewart         | 1 – 5    | Bernd Vollbrecht           |
| Illenore Pawter Seyah Simms           | Sarah Power         | 1 – 2, 4 | Alexandra Wilcke           |
| Delle Seyah Kendry                    | Mayko Nguyen        | 1 – 5    |                            |
| Fancy Lee                             | Sean Baek           | 1 – 5    | Rainer Fritzsche           |
| Alfred Olyevich Turin                 | Patrick Garrow      | 1 – 5    |                            |
| Zephyr "Zeph" Vos                     | Kelly McCormack     | 3 – 5    |                            |
| Pippin "Pip" Foster                   | Atticus Mitchell    | 3 – 5    |                            |
| Gared                                 | Gavin Fox           | 2 – 5    | Thomas Schmuckert          |
| Bellus Haardy                         | Nora McLellan       | 1 – 2    | Kerstin Sanders-Dornseif   |
| Jaqobis "Jaq" Ozzman Kin Rit          | Jaeden Noel         | 4 – 5    |                            |
| die Lady                              | Alanna Bale         | 5        | Alice Bauer                |
| Hillary "Hills" Oonan                 | Frank Moore         | 1 – 2, 4 |                            |
| Gander                                | Ted Atherton        | 3        |                            |
| Liam Jelco                            | Pascal Langdale     | 2 – 3    |                            |
| Clara                                 | Stephanie Leonidas  | 2        | Michelle Winter            |
| Clara / Oleana "Olli"                 | Tommie-Amber Pirie  | 3        | Josephine Schmidt          |
| Sabine                                | Tori Anderson       | 2        |                            |
| Banyon Grey                           | Karen LeBlanc       | 3 – 4    |                            |
| Carl                                  | Jameson Kraemer     | 1 – 2, 5 | Roland Wolf                |
| Die Gefängnisleiterin                 | Rachael Ancheril    | 5        |                            |
| Joseph Siano                          | Tony Nappo          | 1, 4     |                            |
| Calvert                               | Anastasia Phillips  | 5        |                            |
| Big Borna                             | Natasha Bromfield   | 2 – 3    |                            |
| Kitaan                                | Tara Spencer-Nairn  | 3        |                            |
| Dr. Jaeger                            | Amanda Tapping      | 1        | Christin Marquitan         |
| Louella Simms                         | Kimberly-Sue Murray | 2 – 3    |                            |
| Carleen                               | Danka Scepanovic    | 1        |                            |